# Die kleinen Strolche: Wild Poses
Wild Poses (in Deutschland auch bekannt als Spanky beim Fotografen) ist eine US-amerikanische Kurzfilm-Komödie der Reihe Die kleinen Strolche unter Regie von Robert F. McGowan aus dem Jahre 1933.

## Handlung
Spanky wird von seinen Eltern zum Laden des peniblen und etwas wichtigtuerischen Fotografen Otto Phocus mitgenommen, weil er bei einem Wettbewerb für das schönste Kinderfoto teilnehmen und gewinnen soll. Ihm wird erzählt, dass der Fotograf ein Bild von ihm „schießen“ will – weshalb er die Kamera für eine gefährliche Kanone hält, die auf ihn abgeschossen werden soll. Folglich versucht Spanky mit allen Mitteln zu verhindern, dass Otto Phocus ein Foto von ihm macht: er schaut von der Kamera weg, er lacht nicht und blickt nur stur drein, er duckt und versteckt sich und schlägt Phocus sogar mehrmals in Gesicht. Zur Hilfe eilen Spanky auch seine Freunde Stymie, Tommy und Jerry, welche ebenfalls im Laden des Fotografen anwesend sind. Die Kinder zerbrechen zum Beispiel versehentlich die Linse der Fotokamera und ersetzen sie durch eine Flasche, was Phocus erst nach längerer Zeit überrascht bemerkt. Der zunehmend verzweifelte Fotograf versucht nun mit allen Mitteln ein Foto von Spanky zu bekommen, so will er ihn etwa mit einem künstlichen Vögelchen auf einer Stange ablenken, damit er das Foto schießen kann, und sagt zu ihm, er solle auf das Vögelchen schauen. Als jedoch das Vögelchen runterfällt, schaut Spanky auf den Boden und der Versuch des Fotografen ist erneut gescheitert. Als Phocus Spanky zu einem Familienfoto mit seinen Eltern bewegen will, wird der Vater von dem Kameraauslöser nassgespritzt (der Auslöser war vorher von den anderen Kindern mit Wasser befüllt worden).
Nachdem Spankys Vater Emerson durch ein Missgeschick der Mutter seinen Kopf in die Kamera bekommen hat, schaut Spanky abgelenkt zu ihnen hinüber und muss lachen, woraufhin Otto Phocus endlich sein Foto schießen kann. Jedoch entdeckt er, dass Spankys Freunde das Licht in der Dunkelkammer angelassen hatten und so die Fotoplatten zerstört haben, sodass Phocus' mühevolle Arbeit für nichts war. Spanky gibt Phocus einen letzten Schlag ins Gesicht, bevor er mit seinen entnervten Eltern das Fotostudio verlässt.

## Hintergrund
Der Film wurde im August 1933 gedreht und hatte seine US-Premiere am 28. Oktober 1933. Wild Poses war der 125. veröffentlichte Film der Kleinen Strolche. Robert F. McGowan, seit Beginn der populären Filmreihe im Jahre 1922 ständiger Regisseur der Serie, verließ die Kleinen Strolche nach Wild Poses. Ein Grund für McGowans freiwilligen Abschied waren die penetranten und häufig störenden Eltern der Kinderdarsteller, welche diese zu Kinderstars machen wollten und McGowan mit verschiedenen Forderungen belästigten. Er kehrte allerdings noch einmal für ein Gastspiel als Regisseur bei Divot Diggers (1936) zur Serie zurück.
Wild Poses kann als Sequel zum vorigen Our Gang-Film Bedtime Worries (1933) bezeichnet werden, weil das Radio- und Theater-Komikerduo Emerson Treacy (1900–1967) und Gay Seabrook (1901–1970) wie schon in Bedtime Worries (1933) als Spankys überforderte Eltern zu sehen sind. In Bedtime Worries nervte Spanky seine Eltern, indem er nicht einschlafen wollte und schließlich ein Einbrecher (Harry Bernard) vor seiner Tür stand. Beide genannten Filme fallen im Vergleich zu anderen Filmen aus der Serie eher aus der Reihe, weil hier auf Spanky und seine Familie der Fokos gelegt wird, und nicht – wie üblich – auf die gesamte Kindergruppe. Es war die zweite und letzte Zusammenarbeit von Seabrook und Treacy mit den Kleinen Strolchen.

### Laurel-und-Hardy-Cameo
Das legendäre Komikerduo Laurel und Hardy hat einen Cameo-Auftritt: Zu Beginn des Filmes spricht ein Geschäftsmann mit verschiedenen Familien – unter anderem auch Spankys Eltern – und wirbt für Otto Phocus' Dienste. Einer Frau erzählt er, dass sie zwei der fotogensten Kinder hätte, die er in jemals gesehen habe. Die Kamera zeigt nun die zwei Kinder der Frau, es handelt sich um Stan Laurel und Oliver Hardy in Babykleidung. Sie kämpfen um ein Babyfläschchen, bis Stan Ollie ins Auge stechen kann und so Sieger über die kurze Szene wird. Damit Laurel und Hardy auch im Vergleich zur Umgebung wie Babys aussahen, wurden die überdimensionalen Bauten aus dem Laurel-und-Hardy-Film Glückliche Kindheit (1930) wiederverwendet.

## Kritiken
Der All Movie Guide schreibt über den Film, er würde insbesondere von den erwachsenen Darstellern Franklin Pangborn, Guy Seabrook und Emerson Treacy profitieren.